# Mossagöl
Mossagöl är en sjö i Sävsjö kommun i Småland och ingår i Lagans huvudavrinningsområde. Sjön är 7 meter djup, har en yta på 0,028 kvadratkilometer och befinner sig 216 meter över havet.